# Motor Carriage & Chassis Company
Motor Carriage & Chassis Company war ein britischer Hersteller von Automobilen.

## Unternehmensgeschichte
Das Unternehmen aus London begann 1902 mit der Produktion von Automobilen. Die Markennamen lauteten Esculapius und Knight of the Road. Im gleichen Jahr endete die Produktion.

## Fahrzeuge
Als Esculapius stand ein Modell im Angebot, das besonders für Landärzte gedacht war. Ein V2-Motor von Automobiles Ader mit 5 PS Leistung trieb das Fahrzeug an.
Der Knight of the Road war für Geschäftsreisende konzipiert. Ein Einzylindermotor von Aster mit ebenfalls 5 PS Leistung trieb das Fahrzeug an.